# Земський комісар
Земський комісар — глава дистриктів в Росії. Посада введена внаслідок Обласної реформи Петра I у 1719.
В інструкції Петра I призначеному комісару покладалося, як і воєводі в провінції, широке піклування про добробут та просвітництво населення його дистрикту. У віданні комісара знаходилася виборна сільська поліція — соцькі й десяцькі старости, які обираються на рік на особливих сходах, що складалися зі старост і виборних.
Як начальник поліції в дистрикті, земський комісар ставав причетним до судових установ. Таким чином, обласна реформа Петра I намітила поділ влади з управління від влади суду та проводила цей поділ до нижчих ступенів адміністрації. Земський комісар повинен був сприяти судовій владі шляхом упіймання злочинців та доставлення суду довідок про підслідне. Тому він був лише допоміжним та виконавчим органом суду, як у управлінні був виконавцем розпоряджень воєводи чи камеріра.
Комісар мав дбати про стан доріг та мостів, прокладати та будувати нові. Особливо багато клопоту завдавали полки, що проходили через його дистрикт. Простій війська та його прокорм були обов'язком населення, і комісар повинен був дивитися, щоб ці обов'язки падали на всіх обивателів підвідомчого йому дистрикту рівномірно. Комісар повинен був особисто зустріти війська на межі свого дистрикту та супроводжувати їх по довіреній йому місцевості.
Найважливішим обов'язком земського комісара був збір грошових і натуральних повинностей на користь держави.
До 1724 земські комісари призначалися Камер-колегією. З 1724 поряд із цими призначеними комісарами починають діяти так звані «комісари від землі» (як вони зазвичай іменувалися в актах), які обираються повітовими землевласниками зі свого середовища на певний термін. На відміну від земського комісара, у його віданні був відданий дистрикт розташування полку, який часто займав кілька дистриктів, щоб мати достатню кількість душ, з яких на утримання полку збиралася подати. До обов'язків комісара від землі входив збір подушної податі, провіанту, фуражу для полків, а головне — у його віданні був рекрутський набір. Не підкорявся ні воєводі, ні камеріру.